# Karyés (ort i Grekland, Mellersta Makedonien)
Karyés är en ort i Grekland.   Den ligger i prefekturen Nomós Pierías och regionen Mellersta Makedonien, i den norra delen av landet, 280 km norr om huvudstaden Aten. Karyés ligger 455 meter över havet och antalet invånare är 183.
Terrängen runt Karyés är kuperad åt sydost, men åt nordväst är den bergig. Terrängen runt Karyés sluttar österut. Runt Karyés är det ganska glesbefolkat, med 34 invånare per kvadratkilometer. Närmaste större samhälle är Kateríni, 18,2 km öster om Karyés. I omgivningarna runt Karyés växer i huvudsak blandskog.